# Isaac G. Farlee
Isaac Gray Farlee (* 18. Mai 1787 in Whitehouse, Hunterdon County, New Jersey; † 12. Januar 1855 in Flemington, New Jersey) war ein US-amerikanischer Politiker. Zwischen 1843 und 1845 vertrat er den Bundesstaat New Jersey im US-Repräsentantenhaus.

## Werdegang
Isaac Farlee besuchte die öffentlichen Schulen seiner Heimat und arbeitete danach in Flemington im Handel. Gleichzeitig begann er eine politische Laufbahn. Zwischen 1819 und 1830 war er mehrfach Abgeordneter in der New Jersey General Assembly. Von 1830 bis 1840 war er als Clerk bei der Verwaltung des Hunterdon County beschäftigt. Farlee war auch Mitglied der Staatsmiliz, in der er es bis zum Brigadegeneral brachte. Politisch wurde er Mitglied der 1828 gegründeten Demokratischen Partei.
Bei den Kongresswahlen des Jahres 1842 wurde Farlee im dritten Wahlbezirk von New Jersey in das US-Repräsentantenhaus in Washington, D.C. gewählt, wo er am 4. März 1843 die Nachfolge von William Halstead antrat. Da er im Jahr 1844 nicht bestätigt wurde, konnte er bis zum 3. März 1845 nur eine Legislaturperiode im Kongress absolvieren. Diese Zeit war von den Spannungen zwischen Präsident John Tyler und den Whigs geprägt. Außerdem wurde damals über eine mögliche Annexion der seit 1836 von Mexiko unabhängigen Republik Texas diskutiert.
Zwischen 1847 und 1849 gehörte Farlee dem Senat von New Jersey an. Seit 1852 war er als Richter am New Jersey Court of Common Pleas tätig. Er starb am 12. Januar 1855 in Flemington, wo er auch beigesetzt wurde.